# Хаенки
Хае́нки (укр. Хаєнки) — село,
Хаенковский сельский совет,
Ичнянский район,
Черниговская область,
Украина.
Код КОАТУУ — 7421788801. Население по переписи 2001 года составляло 428 человек .
Является административным центром Хаенковского сельского совета, в который, кроме того, входят сёла 
Вороновка и
Киколы.

## Географическое положение
Село Хаенки находится на берегах реки Иченька (в основном на правом),
выше по течению на расстоянии в 2,5 км расположен город Ичня,
ниже по течению на расстоянии в 0,5 км расположено село Киколы.
К селу примыкает лесной массив.
Через село проходит автомобильная дорога Т-2527.

## История
- Село Хаенки основано в первой половине XVII веке.

## Экономика
- «Свитанок», сельскохозяйственное ЗАО.

## Объекты социальной сферы
- Школа I-II ст.
- Дом культуры.
- Фельдшерско-акушерский пункт.

## Достопримечательности
- Братская могила советских воинов.